# Zandwolfsmelk
Zandwolfsmelk (Euphorbia seguieriana, synoniem: Euphorbia gerardiana) is een vaste plant die behoort tot de wolfsmelkfamilie (Euphorbiaceae). De soort staat op de  Nederlandse Rode lijst van planten als zeer zeldzaam en zeer sterk afgenomen. Deze plant is in Nederland wettelijk beschermd sinds 1 januari 2017 door de Wet Natuurbescherming. De soortaanduiding is een eerbetoon aan de Franse astronoom en botanicus Jean François Séguier (1703–1784). Zandwolfsmelk komt van nature voor in Europa en West-Azië, in Nederland in Limburg.
De plant wordt 15-50 cm hoog, heeft een wortelstok en lichtgrijs-blauwgroene, dikvlezige bladeren. De gaafrandige bladeren zijn 1-2 cm lang en 2-4 mm breed met aan de top een stekelige punt. De middennerf springt aan de bovenzijde uit. Aan de voet van de middennerf ontspringen onder een zeer scherpe hoek twee zijnerven, die halverwege het blad tot aan de bladrand doorlopen. De plant is eenslachtig en bloeit in juni en juli met een meer dan achtstralig samengesteld gevorkt bijscherm. De citroengele, later grijs wordende schutbladen onder de bloempjes lijken net normale blaadjes. De randklieren hebben geen hoorntjes.
De gladde, maar met fijne puntjes bezette, 2-3 mm lange vruchten zijn explosieve driekluizige kluisvruchten met één glad zaadje per kluis. Het zaad heeft een mierenbroodje, waardoor het door mieren versleept wordt.
Zandwolfsmelk groeit op droge, kalkhoudende zandgrond op rivierduintjes, langs wegen en op rivierdijken.

## Plantengemeenschap
Zandwolfsmelk is een kensoort voor de associatie van vetkruid en tijm (Sedo-Thymetum pulegioides), een bloemrijke plantengemeenschap van droge zandgronden langs de grote rivieren.